# Wybory do Parlamentu Europejskiego w Belgii w 1994 roku
Wybory do Parlamentu Europejskiego w Belgii w 1994 roku odbyły się 12 czerwca 1994. Niderlandzkojęzyczne kolegium wyborcze wybierało 14 eurodeputowanych, francuskojęzyczne 10, a niemieckojęzyczne kolegium wyborcze dysponowało 1 mandatem. Łącznie w wyniku wyborów zostało wybranych 25 europosłów.

## Wyniki wyborów

### Niderlandzkojęzyczne kolegium wyborcze
| Partia | Partia | Głosy | Mandaty | Frakcja w PE |
| ------ | ------ | ----- | ------- | ------------ |
|        | CVP    | 27,4% | 4       | PPE          |
|        | VLD    | 18,4% | 3       | ELDR         |
|        | SP     | 17,6% | 3       | PSE          |
|        | VB     | 12,6% | 2       | niezrzeszeni |
|        | Agalev | 10,7% | 1       | V            |
|        | VU     | 7,1%  | 1       | ARE          |

### Francuskojęzyczne kolegium wyborcze
| Partia | Partia  | Głosy | Mandaty | Frakcja w PE |
| ------ | ------- | ----- | ------- | ------------ |
|        | PS      | 30,4% | 3       | PSE          |
|        | PRL-FDF | 24,2% | 2       | ELDR         |
|        | PSC     | 18,8% | 2       | PPE          |
|        | Ecolo   | 13,0% | 1       | V            |
|        | FN      | 7,9%  | 1       | niezrzeszeni |

### Niemieckojęzyczne kolegium wyborcze
| Partia | Partia | Głosy | Mandaty | Frakcja w PE |
| ------ | ------ | ----- | ------- | ------------ |
|        | CSP    | 31,3% | 1       | PPE          |